# Asian 5 Nations Division 1 2013
El Asian 5 Nations Division 1 de 2013 fue la undécima edición del torneo de segunda división organizado por la federación asiática (AR).
El campeonato se disputó en la ciudad de Colombo, Sri Lanka.

## Posiciones
| Pos. | Equipo       | Encuentros | Encuentros | Encuentros | Encuentros | Tantos  | Tantos    | Tantos     | Puntos |
| Pos. | Equipo       | jugados    | ganados    | empatados  | perdidos   | a favor | en contra | diferencia | Puntos |
| ---- | ------------ | ---------- | ---------- | ---------- | ---------- | ------- | --------- | ---------- | ------ |
| 1    | Sri Lanka    | 3          | 3          | 0          | 0          | 133     | 33        | +100       | 18     |
| 2    | Kazajistán   | 3          | 1          | 0          | 2          | 70      | 97        | -27        | 6      |
| 3    | China Taipéi | 3          | 1          | 0          | 2          | 75      | 104       | -29        | 6      |
| 4    | Tailandia    | 3          | 1          | 0          | 2          | 63      | 107       | -44        | 5      |

### Resultados
| 31 de marzo | Sri Lanka | 39 - 8 | China Taipéi |  |  |

| 31 de marzo | Tailandia | 33 - 10 | Kazajistán |  |  |

| 3 de abril | Kazajistán | 42 - 10 | China Taipéi |  |  |

| 3 de abril | Sri Lanka | 45 - 7 | Tailandia |  |  |

| 6 de abril | Sri Lanka | 49 - 18 | Kazajistán |  |  |

| 6 de abril | China Taipéi | 52 - 23 | Tailandia |  |  |

| Bandera de Sri Lanka               |
| Campeón de la División 1 Sri Lanka |
| Segundo título                     |